# Presjeka (gmina Nevesinje)
Presjeka (cyr. Пресјека) – wieś w Bośni i Hercegowinie, w Republice Serbskiej, w gminie Nevesinje. W 2013 roku liczyła 26 mieszkańców.